# BankTime
BankTime（バンクタイム）は、りそな銀行が全国で展開していたコンビニATM。

## 概要
コンビニエンスストアチェーンのサークルKサンクス（のちのファミリーマート）全額出資の子会社であるゼロネットワークス（2017年3月1日にファミリーマートが吸収合併）によるATMサービスの一つで、ゼロネットワークスが展開してきたATMサービスであるゼロバンクの設置されていない地域における「サークルK」「サンクス」及び両コンビニをリブランドした「ファミリーマート」に設置されている。
サークルKサンクスがゼロバンクで手がけてきた中京圏・首都圏でのATMサービスに続き、同社のドミナントエリアである関西圏におけるATMサービスを手がけるべく、関西に基盤を持つりそな銀行と提携して誕生したものである。りそな銀行との提携に当たっては、りそなグループ3社（りそな銀行・近畿大阪銀行（現関西みらい銀行）・埼玉りそな銀行）のキャッシュカード取引に伴う時間外手数料を無料としたものの、ゼロバンクのように「銀行間手数料無料」のサービスを行わなかったことから、別ブランドの「BankTime」を立ち上げたものである。
都市銀行であるりそな銀行と提携したことで、中京圏・首都圏以外の「サークルK」「サンクス」に設置されるATMは基本的にBankTimeにより行われることになり、全国で展開されている。「サンクス」のエリアフランチャイザーの意向もあって、りそなグループ各社の店舗網のない南九州（2013年8月に撤退し、ローソンに転換。ATMもローソンATMに置き換えられた） や四国 にもBankTimeのATMを設置しており、2013年12月1日現在、ゼロバンク設置県及びサークルKサンクス空白県を除けば未設置県は静岡県と三重県のみとなっている。両県ともイーネットATMがほとんどの店舗に設置されているが、中でも三重県については、2013年秋にゼロバンクからイーネットにATMが順次置き換えられたため、それ以降に該当県となった。
北陸3県（石川県・福井県・富山県）、北海道、広島県・岡山県、愛媛県、秋田県、青森県、高知県、福岡県、岩手県への設置に当たっては、地域ごとに当該地域を基盤とする地方銀行である北陸銀行（北陸3県）、北海道銀行、広島銀行（広島・岡山）、伊予銀行、秋田銀行、青森銀行、四国銀行、福岡銀行、岩手銀行とそれぞれ提携を行っているが、他のコンビニATMと異なり、それぞれの地方銀行とサークルKサンクス・りそな銀行の3社提携という形をとり、ATMも各行とりそな銀行の共同ATMをゼロネットワークスに管理委託するという形をとっている。
なお、ゼロバンクを手がけてきた東京スター銀行とゼロネットワークスとの間の提携契約が2012年を以って満了となることに伴い、2012年夏より2012年末にかけて、首都圏にある東京スター銀行を幹事銀行とするゼロバンクATMがりそな銀行を幹事銀行とするBankTime ATMに置き換えられている。
2018年に入り、ファミリーマートから「サークルK」「サンクス」「ファミリーマート」に設置されているBankTime ATMについて、りそな銀行との契約満了に伴い2019年1月より順次撤去（ゆうちょ銀行ATMにリプレース）することが発表された 一方で、りそな銀行・埼玉りそな銀行からは「りそな銀行のオリジナルブランドとして展開するATMサービス」として、新たにセイコーマートや一部のドラッグストア（ウエルシア薬局・ドラッグユタカ等）にBankTime ATMを展開することが明らかにされている。
2024年にサービス終了。これに先駆けセイコーマート設置分は北海道銀行ATM、ウエルシア薬局設置分はイオン銀行ATMにそれぞれ転換されるなど、他社ATMへの転換及びATMそのものの撤去が進められている。

## 沿革
- 2007年5月24日 - サークルKサンクスとりそな銀行の間で、関西地区の「サークルK」「サンクス」の店舗にりそな銀行を幹事銀行とするATMを設置することで基本合意したことを発表[16]。
- 2008年
  - 2月18日 - 大阪市中央区のサンクス2店舗（OBP東京マリン店・大阪谷町店）にて「BankTime」サービスを開始[17]。その後随時全国に展開。
  - 11月14日 - 北陸銀行とサークルKサンクス・りそな銀行の間で共同ATMサービス展開について基本合意を発表[4]。
- 2009年
  - 5月25日 - 北陸銀行・りそな銀行共同ATMとして石川県4店舗でのサービスを開始。6月17日には福井県で[18]、10月13日には富山県でサービス開始。
  - 11月16日 - 北海道銀行とサークルKサンクス・りそな銀行の間で共同ATMサービス展開について、当面はりそな銀行を幹事銀行とするBankTime ATMを設置し、2011年に共同運営に移行する基本合意を発表[5]。
- 2011年10月11日 - 北海道設置分を北海道銀行との共同運営に移行[19]。
- 2012年
  - 1月30日 - 広島県・岡山県設置分を広島銀行との共同運営に移行[6]。
  - 2月2日 - 東京スター銀行とゼロネットワークスとの提携契約期間満了により、同年夏以降首都圏でのゼロバンクATMをりそな銀行を幹事銀行とするBankTime ATMに順次置き換えることを発表[10]。12月末までに置き換え完了。
- 2013年8月20日 - 南九州サンクスのサークルKサンクスとのエリアフランチャイズ契約満了に伴い、鹿児島県・熊本県での展開を終了。ローソンへの転換が終わった店舗から順次、ローソンATMへリプレースされた（但し、ローソン転換前に南日本銀行・鹿児島銀行のATMが設置されていた店舗は両行のATM設置を継続）。
- 2014年
  - 2月17日 - 愛媛県設置分を伊予銀行との共同運営に移行[7]。
  - 4月21日 - 秋田県設置分を秋田銀行との共同運営に移行[8]。
  - 6月23日 - 青森県設置分を青森銀行との共同運営に移行[9]。
  - 9月22日 - 高知県設置分を四国銀行との共同運営に移行。
  - 9月29日 - 福岡県設置分を福岡銀行との共同運営に移行。
- 2015年
  - 3月2日 - 岩手県設置分を岩手銀行との共同運営に移行[20]。
  - 4月6日 - りそなグループ3社の時間外手数料が有料化。
  - 11月9日 - 秋田県設置分について、秋田銀行のキャッシュカードが24時間利用に対応。
- 2016年
  - 1月1日 - MICS拡大に伴い、一部を除く金融機関の利用が、年始3が日やゴールデンウィークを含めた全日8:00～21:00に拡大(地方毎の共同管理行のカード利用時および都市銀行などの、BANCSネットワークなど、既存の時間帯が拡大されていた金融機関の利用については、原則従来通り)。
  - 9月1日 - 親会社の社名が、ファミリーマートに改称される。ユニー・ファミリーマートホールディングスから、ファミリーマートブランドのコンビニエンスストア事業をファミリーマートが吸収分割により継承したことにともない、ファミリーマートの店舗の一部でも設置が開始された。
  - 11月14日 - 海外発行カードの引き出し対応開始。北海道設置分は、加えて台湾金融カードの引き出しにも対応。
  - 12月9日 - 当サービスのインフラを利用する形で岩手銀行が、岩手県内の観光地などにも設置開始。
- 2017年
  - 3月1日 - ファミリーマートがゼロネットワークスを吸収合併[1]。
  - 5月29日 - カード振込の取扱を開始。
  - 6月以降 - 海外発行のVisa、MasterCard、DISCOVERの引き出し取扱を順次開始。
- 2018年
  - 3月1日 - 北海道内のセイコーマート店舗に設置開始。
  - 時期不明 - ウエルシア薬局、ドラッグユタカ等のドラッグストアチェーンへの設置開始。
- 2020年
  - 1月 - ファミリーマート設置分すべて撤去。
- 2024年
  - 7月22日以降 - 北海道内のセイコーマート店舗設置分を北海道銀行ATMに順次置き換え｡もしくは撤去[21]｡